# Veli Lehtelä
Veli Veikko Valtteri «Vesse» Lehtelä , né le 6 septembre 1935 à Sääksmäki (aujourd'hui dans la municipalité de Valkeakoski) en Pirkanmaa en Finlande et mort le 3 juin 2020, est un rameur finlandais.

## Palmarès

### Aviron aux Jeux olympiques
- 1956, à Melbourne,  Australie
  - 2e de la 2e ronde de la 2e vague au Quatre sans barreur.
  -  Médaille de bronze au Quatre barré.

- 1960, à Rome,  Italie
  -  Médaille de bronze au Deux sans barreur.

- 1964, à Tokyo,  Japon
  - 6e au Deux sans barreur.